# Lasioglossum laticeps
Lasioglossum laticeps är en biart som först beskrevs av Schenck 1870.  Lasioglossum laticeps ingår i släktet smalbin, och familjen vägbin.

## Underarter
Arten delas in i följande underarter:
- L. l. hellenicus
- L. l. laticeps

## Bildgalleri

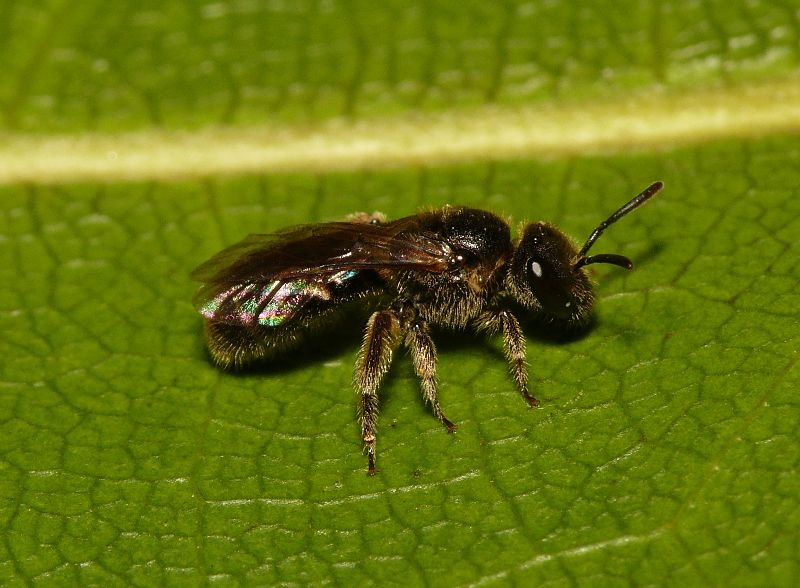